# Profeten Elias kyrka, Zjarkent
Profeten Elias kyrka (ryska: Храм Илии Пророка; translitteration: Hram Ilii Proroka) är en rysk-ortodox träkyrkobyggnad belägen i staden Zjarkent, i provinsen Almaty, i sydöstra Kazakstan.
Kyrkan är helgad åt den israelitiske profeten Elia och tillhör Astana och Almatys stift.

## Historik
Profeten Elias kyrka i Zjarkent började byggas år 1887 och stod klar 1892 enligt ritningar av arkitekt Troporevskyj. Kyrkan invigdes den 22 december 1900.

### Sovjetunionen
Under sovjettiden stängdes kyrkan ned och användes som bland annat idrottshall för den lokala skolan och en klubb.
Under denna tid renoverades aldrig byggnanden, vilket ledde till att dess tillstånd blev sämre.

### Efter Sovjetunionen
År 1991 återlämnades kyrkan på begäran av den lokala församlingen.
Kyrkan genomgick restaureringar och återinvigdes den 26 juli 1994 av biskop Alexyj.

## Kyrkan
- Kyrkan har sex klockor.[2][1]

- Inuti kyrkan finns det plats för 750 personer.[2][3]